# Airbrush
Airbrush (v překladu vzduchový štětec), neboli americká retuš, je malířská technika využívající malé pistole ke stříkání barvy pomocí stlačeného vzduchu. Užívá se zejména při tvorbě reklam a ve streetartu, ale též při retuši fotografií.

## Historie
Poprvé byla tato technika, využívající difuzér bez stálého zdroje stlačeného vzduchu, patentována roku 1876, ale funkční prototyp si patentoval pod názvem air-brush až roku 1883 Liberty Walkup. Jeho žena Phoebe pak založila Illinois Art School, kde techniku vyučovala. Moderní typ pistole pro airbrush, jaký se užívá do současnosti, vynalezl Charles Burdick roku 1893 a založil firmu Fountain Brush Company, která je začala dodávat na trh.

## Technika

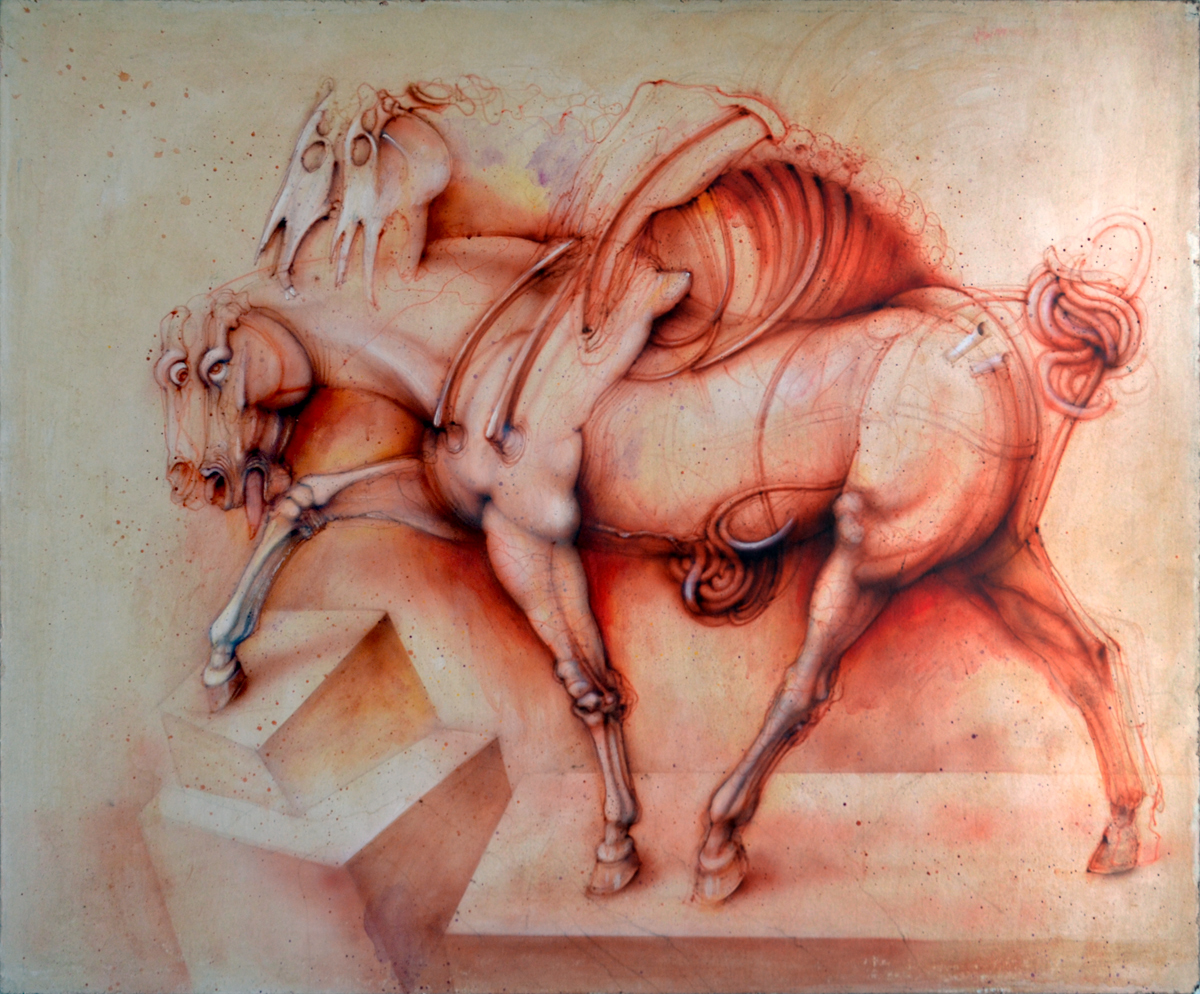
Peter Oriešek, Bez názvu I, nedatováno, americká retuš, 100x123 cm

Pistole pro airbrush používá stejný princip jako vodní vývěva. Stlačený vzduch prochází zúžením, kde vyvolává podtlak a sací tzv. Venturiho efekt v postranním kanálku spojeném se zásobníkem barvy. Barvy je možno plynule míchat. Vysoká rychlost vzduchu v ústí rozptyluje barvu na velmi jemné částice. Množství barvy se kontroluje spouští, která ovládá jemnou jehlu při ústí pistole. Jednoduchá pistole má pouze regulaci množství vzduchu, u dokonalejších je možno spouští zároveň kontrolovat proud vzduchu i dávkovat barvu a měnit plynule šířku linie.
Pomocí airbrush dokáže zkušený výtvarník vytvořit zcela fotorealistické kresby nebo napodobit jiné výtvarné techniky. Často se užívá šablon.

## Umělci užívající airbrush
- H. R. Giger
- Peter Oriešek
- Adolf Lachman[1]
- Karel Kopic